# 筏丸けいこ
筏丸 けいこ（いかだまる けいこ、1950年9月29日 - ）は、日本の詩人。
東京生まれ。本名・菅圭子。夫は絓秀実。東京家政学院高等部卒。

## 著書
- 『再婚譚とめさん 詩集』(叢書・女性詩の現在）思潮社, 1985.8
- 『いつもお祭り気分 幇間の世界』田巻照敏 写真. 亜紀書房, 1988.2
- 『試してよかった!自然美容法』(にこにこブックス)筑摩書房, 1999.3
- 『パプリカ・ブリーカー』思潮社, 1999.8
- 『悲しいときはほかほかごはん 「まずかったら、ごめんね」レシピ付き』大和出版, 2000.7
- 『自然美容法ここがポイント!』筑摩書房, 2002.3
- 『モリネズミ』（詩集）フラミンゴ社, 2016.1
- 『人間ポンプ ひょいとでてきたカワリダマ園部志郎の俺の場合は内臓だから』フラミンゴ社, 2017.5